# 1001 Spikes
1001 Spikes es un videojuego de plataformas desarrollado y publicado por Nicalis. Originalmente llamado Aban Hawkins y los 1001 Spikes, el objetivo del juego es escapar de un terreno extenso y luchar para alcanzar la victoria sin caer en picada y con muchos otros desastres. A lo largo de los múltiples viajes, el juego se vuelve cada vez más difícil, sobre todo teniendo que esquivar las piedras que caen y mucho más.

## Sinopsis
Jim Hawkins, un arqueólogo de renombre mundial, se ha perdido dentro de la tundra congelada de la Antártida. Antes de su desaparición, su hija Tina se queda con un mapa de las ruinas olvidadas de América del Sur. Junto con su hermano Aban, ellos exploran el templo y tratan de recuperar el legado de su padre. 

## Recepción
| Recepción |                                                                                 |
| --- | ------------------------------------------------------------------------------- |
| Puntuaciones de reseñas Evaluador Calificación GameRankings (WIIU) 82.00% [ 1 ] (PS4) 80.00% [ 2 ] (PC) 77.50% [ 3 ] (3DS) 76.25% [ 4 ] (Vita) 75.60% [ 5 ] (XONE) 70.00% [ 6 ] Metacritic (WIIU) 83/100 [ 7 ] (Vita) 81/100 [ 8 ] (PC) 80/100 [ 9 ] (PS4) 78/100 [ 10 ] (3DS) 73/100 [ 11 ] Puntuaciones de críticas Publicación Calificación IGN 8/10 [ 12 ] |                                                                                 |
| Puntuaciones de reseñas |                                                                                 |
| Evaluador | Calificación                                                                    |
| GameRankings | (WIIU) 82.00% (PS4) 80.00% (PC) 77.50% (3DS) 76.25% (Vita) 75.60% (XONE) 70.00% |
| Metacritic | (WIIU) 83/100 (Vita) 81/100 (PC) 80/100 (PS4) 78/100 (3DS) 73/100               |
| Puntuaciones de críticas |                                                                                 |
| Publicación | Calificación                                                                    |
| IGN | 8/10                                                                            |

1001 Spikes recibió críticas positivas. GameRankings y Metacritic dieron la versión Wii U con un 82.00% sobre la base de 6 comentarios y 83/100 basado en 6 reseñas, la versión PlayStation 4 con un 80.00% sobre la base de 8 comentarios y 78/100 basado en 8 comentarios, la versión de Microsoft Windows 77.50 % Basado en 4 opiniones y 80/100 basado en 4 opiniones la 3DS basado en 4 comentarios y 73/100 basado en 4 comentarios la PlayStation Vita basado en 5 comentarios y 81/100 basado en 4 opiniones Y la versión Xbox One 70.00% basado en 2 opiniones.
IGN dio al juego un 8/10, favoreciendo su abundancia de contenido y desastres emocionantes, mientras muestra decepción de la repetición cada vez mayor del juego a medida que avanzan los niveles.